# Georgië op het Eurovisiesongfestival 2014

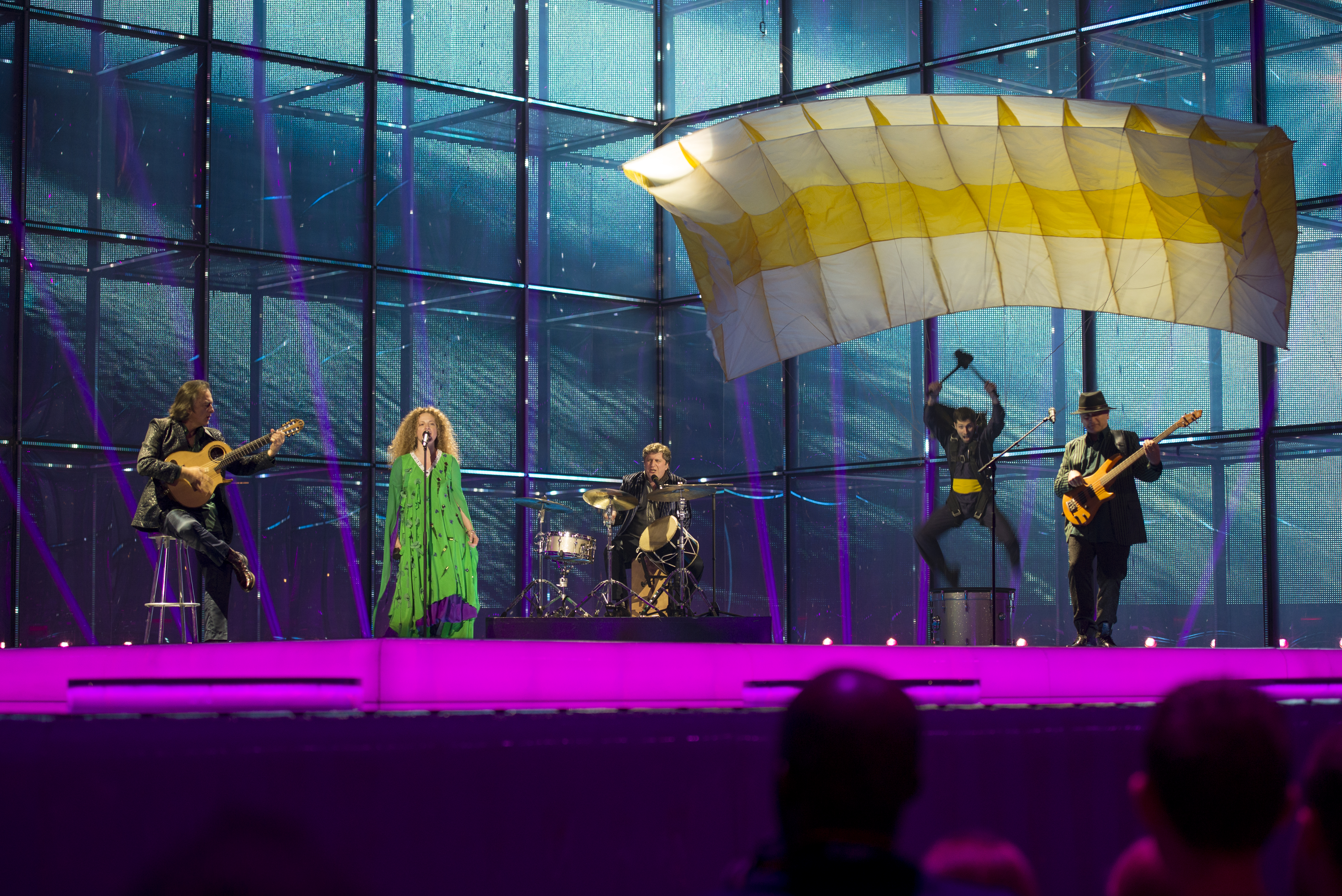
The Shin & Mariko eindigden op de laatste plaats in de eerste halve finale

Georgië nam deel aan het Eurovisiesongfestival 2014 in Kopenhagen, Denemarken. Het was de 7de deelname van het land op het Eurovisiesongfestival. GPB was verantwoordelijk voor de Georgische bijdrage voor de editie van 2014.

## Selectieprocedure
Twee maanden na afloop van het Eurovisiesongfestival 2013, op 16 juli 2013, maakte de Georgische staatsomroep officieel bekend te zullen deelnemen aan de volgende editie van het Eurovisiesongfestival. In het najaar verklaarde de Georgische openbare omroep dat het, net als een jaar eerder, wederom intern een act voor het Eurovisiesongfestival zou samenstellen. Tijdens een persconferentie in de Georgische hoofdstad Tbilisi op 4 februari, maakten Sopho Gelovani & Nodiko Tatisjvili, de Georgische vertegenwoordigers op het Eurovisiesongfestival 2013, bekend dat Georgië in Kopenhagen vertegenwoordigd zou worden door de band The Shin, samen met Mariko. Het nummer waarmee ze naar Denemarken zouden trekken, was toen nog onbekend. Het werd eind februari opgenomen in de Duitse stad Stuttgart. Op 24 februari werd de titel van het nummer vrijgegeven: Three minutes to Earth. Op 14 maart werd het nummer officieel gepresenteerd tijdens het ochtendprogramma Ch'veni Dila. 

## In Kopenhagen
Georgië moest in Kopenhagen eerst aantreden in de tweede halve finale, op donderdag 8 mei. The Shin & Mariko traden als vierde van vijftien acts op, na Carl Espen uit Noorwegen en net voor Donatan & Cleo uit Polen. Bij het openen van de enveloppen bleek dat Georgië zich niet had weten te plaatsen voor de finale. Na afloop van de finale werd duidelijk dat The Shin & Mariko op de laatste plaats waren geëindigd in de tweede halve finale, met amper 15 punten. Het was nog maar de tweede keer ooit dat Georgië zich niet wist te plaatsen voor de grote finale van het Eurovisiesongfestival, en voor het eerst in de geschiedenis van het Eurovisiesongfestival dat Georgië op de laatste plaats eindigde.
2007 · 2008 · 2009 · 2010 · 2011 · 2012 · 2013 · 2014 · 2015 · 2016 · 2017 · 2018 · 2019 · 2020 · 2021 · 2022 · 2023 · 2024 · 2025
Albanië · Armenië · Azerbeidzjan · België · Denemarken · Duitsland · Estland · Finland · Frankrijk · Georgië · Griekenland · Hongarije · Ierland · IJsland · Israël · Italië · Letland · Litouwen · Macedonië · Malta · Moldavië · Montenegro · Nederland · Noorwegen · Oekraïne · Oostenrijk · Polen · Portugal · Roemenië · Rusland · San Marino · Slovenië · Spanje · Verenigd Koninkrijk · Wit-Rusland · Zweden · Zwitserland